# Ameerega flavopicta
Ameerega flavopicta é uma espécie de anfíbio da família Dendrobatidae. Tem hábitos diurnos e se abriga em frestas de rochas próximas a pequenos cursos d'água. Endêmica da América do Sul, a espécie é amplamente distribuída pelas áreas de cerrado do Brasil, podendo ser encontrada nas regiões Norte (Pará e Tocantins), Nordeste (Maranhão), Centro Oeste (Distrito Federal e Goiás) e Sudeste (Minas Gerais e São Paulo) e também já foi registrado na Bolívia.

## Nome e Taxonomia
Ameerega flavopicta,  também conhecido como sapo-de-estrada, em algumas regiões de Goiás. Nos países falantes da língua inglesa o nome comum é Lutz's Poison Frog, em homenagem ao médico e sanitarista Adolfo Lutz.

## Distribuição
É uma espécie encontrada em regiões tropicais, com ampla distribuição no pelo bioma Cerrado, sendo considerada uma espécie endêmica e bastante encontrada na região da Chapada dos Veadeiros e em Minas Gerais. Contudo, uma população vicariante é encontrada na Serra dos Carajás no estado do Pará, com influência amazônica. Pode também ocorrer em diversos estados onde se observa remanescentes do Cerrado e alguns lugares na Bolívia.

## Habitat
É uma espécie de área aberta, possui hábitos diurnos e se abriga em frestas de rochas em vegetações ripárias, próximas a pequenos cursos d'água, onde vocalizam e se reproduzem. Suas presas costumam ser de pequeno porte, como aracnídeos e nematóides; mas sua alimentação é majoritariamente composta por insetos, sendo formigas e cupins os principais. A desova ocorre em terra e há cuidado parental, os machos adultos carregam os carregam os girinos nas costas para se desenvolverem nos riachos.

## Descrição da espécie
É um animal aposemático caracterizado por suas cores chamativas, predominantemente preto, com manchas brancas espalhadas ao longo do torso e duas listas amareladas. Também possui uma mancha vermelha no interior da virilha.
Possui um corpo pequeno, mas se comparado com os demais de seu grupo picta, possui tamanho médio.

## Ecologia (dieta, reprodução e ameaças)
Possuem hábitos diurnos, vocalizando geralmente próximos a corpos d'água. A desova é terrestre e os machos adultos, que possuem cuidado parental, carregam os girinos nas costas para se desenvolverem nos riachos. São animais bastante sensíveis a mudanças ambientais, sendo ótimos indicadores de qualidade ambiental.

### Dieta
Estudos relacionados a preferência alimentar mostraram que, apesar das formigas serem um componente importante na dieta, a presença de besouros é superior.

### Reprodução
Sua reprodução é restrita à época chuvosa. Os machos apresentam cuidado parental, carregando no dorso grupos de ovos e girinos do abrigo até poças d'água.

### Principais ameaças
As principais ameaças a Ameerega flavopicta atualmente, são a remoção de seu habitat por meio do desmatamento (problema recorrente das regiões aonde se encontram áreas de Cerrado).

## Comportamento
É uma das poucas espécies de anfíbios brasileiros que têm hábitos diurnos, possuem especificidade de habitat e, por isso, podem ser consideradas dependentes de seus habitats. Os machos costumam vocalizar ao longo da estação chuvosa e em locais bem iluminados, como ambientes rupestres e borda de matas ribeirinhas. Durante o dia a espécie costuma fazer atividades de canto de anúncio, que é composto por uma única nota com 7-8 pulsos, com freqüência ascendente de 3,20 a 4,05 kHz. O canto de corte é iniciado quando o macho visualiza a fêmea e, enquanto isso, a fêmea se aproxima do macho e o toca na lateral do corpo com o focinho. Então, o macho se move para a frente e levanta o seu traseiro esticando suas pernas; após isso, é direcionado pela fêmea ao local de acasalamento.

## Conservação
De acordo com a IUCN, o estado de conservação da espécie é Pouco preocupante (Estável).